# زي يا
زي يا كما تعرف أيضا باسم أطفال الإمبراطورية (بالإنجليزية:Children of empire) (بالكورية:제국의 아이들) هي فرقة بوب ورقص كورية مكونة من تسعة أعضاء.
تحت رعاية شركة ستار إمباير، وظهرت الفرقة في عام 2010 في اليوم السابع من يناير مع أغنية ما زالدوف
وبدؤوا في عرضها في عدة حفلات أداء في غضون خمسة أيام.

## الأعضاء
- كيفن:

من مواليد 23 فبراير 1988 (مغني راب، صوت رئيسي).
- كوانغ هي:

من مواليد 25 أغسطس 1988 (صوت داعم).
- سيوان:

من مواليد 1 ديسمبر 1988 (صوت داعم، راقص أساسي).
- جون يونغ:

من مواليد 2 فبراير 1989 (صوت أساسي).
- تاي هون:

من مواليد 18 يونيو 1989 (مغني راب).
- هيتشول:

من مواليد 9 ديسمبر 1989 (مغني راب).
- مين وو:

من مواليد 6 سبتمبر 1990 (راقص رئيسي).
- هيونغ سيك:

من مواليد 16 نوفمبر 1991 (صوت أساسي).
- دونغ جون:

من مواليد 11 فبراير 1992 (صوت رئيسي، راقص أساسي).

## الأعمال

### الأغاني
- 2010: "Mazeltov"
- 2010: "All Day"
- 2010: "Level Up"
- 2010: "My Only Wish"
- 2011: "Here I Am"

### الألبومات
1. Lovability
2. Exciting

## وصلات خارجية
- زي يا على موقع ميوزك برينز (الإنجليزية)